# Эпплгейт-Фэрбэрн Комбат II

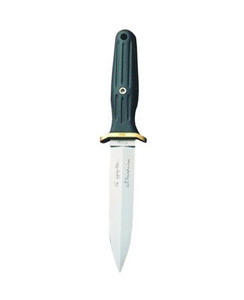
Эпплгейт-Фэрбэрн Комбат II

Эпплгейт-Фэйрбэрн Комбат II (англ. Applegate-Fairbairn Combat II) — боевой нож кинжального типа, создателем которого является полковник Рекс Эпплгейт.

## Характеристики ножа
Общая длина ножа составляет 27,2 см, при этом длина клинка — 15 см. Толщина клинка составляет 5 мм, вес — 245 грамм. При изготовлении используется сталь 440С, рукоять делается из лексана.
Ножны: кордура с застежкой «велкро» (липучка).

### Клинок
Клинок имеет типичное кинжальное лезвие, кажется очень лёгким, невесомым, что очень обманчиво при толщине клинка в 5 мм. Клинок обоюдоострый, но имеет лишь чисто символическую заточку, что характерно для ножей кинжального типа, рассчитанных скорее на укол, чем на разрез.

### Гарда
Гарда выполнена из латунной пластины толщиной около 4.5 мм, изгиб гарды направлен в сторону клинка, что способствует упору большим пальцем в усик гарды. Между гардой и составной рукоятью располагается тонкая резиновая прокладка, выполняющая роль переходника — демпфера.

### Рукоять
Рукоять составная, изготовлена из лексана с металлическими грузами внутри. Баланс кинжала — в сторону рукояти, при этом центр тяжести располагается на расстоянии 1 см от гарды.

## История создания ножа
Во время корейской войны, будучи учеником Уильяма Фейрберна, Рекс Эпплгейт начал работу над боевым ножом А1, прототипом ножа Эпплгейт-Фэрбэрн Комбат, но корейский конфликт закончился раньше, чем он смог закончить эту разработку. Вьетнамская война вновь возродила интерес к боевым ножам вообще и к данному ножу в частности. В 1963 году у него был образец, изготовленный в Таиланде его товарищем по переписке. Рекс Эпплгейт окончательно решает снять с консервации нож Эпплгейт-Фэрбэрн Комбат. Он разрабатывает серию образцов, используя передовые технологии и материалы, переделывая свою конструкцию. Он принимает жесткую легкую литую рукоятку «Лексан», добавив в неё свинца для достижения баланса с клинком.
На предложения Эпплгейта запустить нож в производство, многие фабриканты дали стандартную рецензию: «не может быть принят в разработку на нашем предприятии». Не сдаваясь, он решает сам организовать производство. Рукоятки производились в Орегоне, а клинки из нержавеющей стали длиной 15,4 см делались и встраивались в рукоятку в Колорадо, частным предпринимателем Йенси. Производство началось в 1980 году. Таким образом, потребовалось 37 лет для запуска в производство боевого ножа Эпплгейт-Фэрбэрн Комбат, но в результате получился самый лучший нож со времен II Мировой Войны. Через несколько лет качество ножей, производимых Йенси, перестало удовлетворять Рекса, и он доверил производство Биллу Харси. Харси предложил улучшить режущие качества ножа путём вытачивания неглубоких выемок по сторонам клинка. После проведения нескольких испытаний оказалось, что новая заточка действительно улучшает характеристики ножа и клинок остается достаточно прочным. Новая форма заточки была одобрена в 1987 году и нож стал превосходить предыдущие версии по качеству. Билл Харси до сих пор производит эти ножи на заказ.
Дизайн ножа был разработан известным ножеизготовителем Биллом Хэрси-младшим, создававшим прототипы ножей для компании Ал Мар Найвс. Образец был произведен в Японии. Он во многом отличался от экземпляра, сделанного вручную. Рукоятки изготавливались из черного оливкового дерева или из специально обработанной обычной древесины. Не было металлических прокладок в отверстии для ремня и в рукоятке не было свинца. Клинки у «Эл Мара» делали из японской, высокоуглеродистой нержавеющей стали с чистовой обработкой вместо струйной полировки в экземпляре ручной работы. Вариант «Эл Мара» все еще можно приобрести, но он всегда оставался слишком дорогим для промышленного производства. Эпплгейт организовал производство более дешевого варианта на фабрике Блэкджека в Эффингаме, штат Иллинойс. Этот вариант был очень похож на нож ручной работы с некоторыми изменениями в заточке. Через пару лет Эпплгейту опять не понравилось качество, и он прекратил производство. В конечном счете, на Эпплгейта вышли люди из немецкой компании «Бокер». Они были очень заинтересованы в производстве ножа для американского и мирового рынка. Сделка была заключена и в 1997 году компания «Бокер» начала производство ножа с новой литой рукояткой и клинком из нержавеющей стали в Золингене, Германия.
Были сделаны некоторые изменения, например, использование в рукоятке стали вместо свинца, отказ от применения прокладок в отверстиях для ремня, но это был все же настоящий боевой нож. Также был предложен на выбор вариант с серрейтором на одном из лезвий. Фирма «Бокер» предлагала также на выбор или нейлоновые ножны в старинном стиле, или ножны Кайдекс, сделанные в США в компании «Блэйд-Тек Индастриз».